# Барабашовка (Сумская область)
Барабашовка (укр. Барабашівка) — село,
Пристайловский сельский совет,
Лебединский район,
Сумская область,
Украина.
Код КОАТУУ — 5922987802. Население по переписи 2001 года составляло 13 человек .

## Географическое положение
Село Барабашовка находится на левом берегу реки Псёл, в месте впадения в неё реки Ольшанка,
выше по течению которой на расстоянии в 6 км расположен город Лебедин,
на противоположном берегу реки Псёл — село Пристайлово.
К селу примыкает большой лесной массив (сосна).